# Acanthocinus chinensis
Acanthocinus chinensis là một loài bọ cánh cứng trong họ Cerambycidae.